# Parco nazionale di Gunung Mulu
Il parco nazionale di Gunung Mulu di Miri, Sarawak, nel Borneo malese, è un patrimonio dell'umanità dell'UNESCO che contiene importanti grotte e formazioni carsiche nel mezzo di una foresta equatoriale montagnosa. Il parco è famoso per le caverne e le spedizioni organizzate per l'esplorazione delle grotte e delle foreste circostanti, soprattutto da quella condotta dalla Royal Geographical Society nel 1977-1978, che vide all'opera oltre 100 scienziati per 15 mesi.

## Descrizione
All'interno del parco si trova il più grande spazio chiuso naturale (la camera di Sarawak) scoperta a Gua Nasib Bagus. Misura 700x396 metri per 70 di altezza; secondo le guide sarebbe sufficientemente grande da contenere la basilica di San Pietro o numerosi Boeing 747. Altre famose grotte sono quelle di Benarat, del Cervo, del Vento e dell'Acqua Dolce, in cui si trova parte di un lungo fiume sotterraneo che attraversa il parco.
Al giorno d'oggi Mulu continua a stimolare il senso di avventura delle originali esplorazioni grazie ad attività organizzate di speleologia. Attualmente il turismo viene incentivato promuovendone l'ambiente naturale ed attività di turismo responsabile che ne fanno apprezzare i valori.
All'interno del parco i visitatori possono alloggiare presso la struttura alberghiera all'interno della sede del parco, presso il Royal Mulu Resort, un albergo a cinque stelle, o in altri piccoli alberghi in stile tropicale sulle rive del fiume Melinau o in appartamenti più economici distribuiti lungo il fiume.
Mulu è un'area quasi inaccessibile; l'unico percorso praticabile è quello via aerea, principalmente, usando l'aeroporto di Miri. È possibile spostarsi nel parco usando barche, ma per la navigazione dell'ultimo tratto sono richieste imbarcazioni di un certo livello. L'intero giro richiede 12 ore, mentre il volo dura solo 30 minuti.
Il parco prende il nome dal monte Mulu, seconda cima del Sarawak.